# Champion Heights
Champion Heights és una concentració de població designada pel cens dels Estats Units a l'estat d'Ohio. Segons el cens del 2000 tenia 4.727 habitants.

## Demografia
Segons el cens del 2000, Champion Heights tenia 4.727 habitants, 1.850 habitatges, i 1.376 famílies. La densitat de població era de 536,8 habitants per km².
Dels 1.850 habitatges en un 31,6% hi vivien nens de menys de 18 anys, en un 61,2% hi vivien parelles casades, en un 10,3% dones solteres, i en un 25,6% no eren unitats familiars. En el 22,2% dels habitatges hi vivien persones soles l'11,8% de les quals corresponia a persones de 65 anys o més que vivien soles. El nombre mitjà de persones vivint en cada habitatge era de 2,52 i el nombre mitjà de persones que vivien en cada família era de 2,94.
Per edats la població es repartia de la següent manera: un 23,8% tenia menys de 18 anys, un 6% entre 18 i 24, un 28,6% entre 25 i 44, un 23,5% de 45 a 60 i un 18% 65 anys o més.
L'edat mediana era de 40 anys. Per cada 100 dones de 18 o més anys hi havia 84,7 homes.
La renda mediana per habitatge era de 42.472 $ i la renda mediana per família de 49.309 $. Els homes tenien una renda mediana de 38.839 $ mentre que les dones 24.801 $. La renda per capita de la població era de 19.919 $. Aproximadament el 3,2% de les famílies i el 5,3% de la població estaven per davall del llindar de pobresa.

## Poblacions més properes
El següent diagrama mostra les poblacions més properes.